# Cantone di Lamure-sur-Azergues
Il Cantone di Lamure-sur-Azergues era una divisione amministrativa dell'arrondissement di Villefranche-sur-Saône.
È stato soppresso a seguito della riforma complessiva dei cantoni del 2014, che è entrata in vigore con le elezioni dipartimentali del 2015.
Comprendeva i comuni di:
- Chambost-Allières
- Chénelette
- Claveisolles
- Grandris
- Lamure-sur-Azergues
- Poule-les-Écharmeaux
- Ranchal
- Saint-Bonnet-le-Troncy
- Saint-Nizier-d'Azergues
- Thel